# Geperforeerd graatje
Het geperforeerd graatje (Willkommlangea reticulata) is een slijmzwamsoort in de familie Physaraceae en de enige soort van het geslacht Willkommlangea. Het komt wereldwijd voor, maar is in Nederland zeldzaam, net als in de rest van Europa. De tropen zijn mogelijk het belangrijkste leefgebied. 

## Kenmerken

### Uiterlijke kenmerken
De vruchtlichamen zijn meestal plasmodiocarpen met een wormachtige tot netachtige vorm, beige, oker of geel tot roodbruin van kleur en rood gevlekt. Af en toe zijn de strengen zo dicht op elkaar gepakt dat ze pseudo-aethalia vormen, zelden kussens van sporocarpen met een diameter van 0,3 tot 0,5 millimeter en die zich enkele centimeters uitstrekken. De hypothallus is onopvallend of afwezig.
Het grove, dwars gerimpelde peridium is macroscopisch licht oker tot donker roodbruin, geelachtig tot roodbruin in doorvallend licht en bedekt met witachtige of geelachtige tot roodbruine kalk, die af en toe een doorlopende korst vormt. Het opent onregelmatig in de lengterichting, maar het opzetstuk blijft permanent aan de ondergrond bevestigd.
Het plasmodium is oranje tot scharlakenrood.

### Microscopische kenmerken
Het capillitium bestaat uit enkele rondachtige kalkhoudende knopen, die met elkaar zijn verbonden door doorschijnende tot geelachtige draden met doornachtige, niet-gegroeide uitlopers. Het capillitium wordt gesegmenteerd door witte tot geelachtige, gedeeltelijk geperforeerde kalkhoudende platen die versmolten zijn aan de rand van het peridium. De 8 tot 10, zelden 7 tot 11 micron sporen zijn zwartbruin in bulk, paarsbruin met doorvallend licht en hebben een dicht, fijnwrattig oppervlak.

## Verspreiding
Het geperforeerd graatje is wereldwijd verspreid. Het werd echter slechts sporadisch in Europa gevonden en er is slechts één vondst uit Duitsland uit de 19e eeuw bekend. Aangenomen wordt dat de soort het middelpunt van voorkomen in de tropen heeft.

## Taxonomie
De soort werd oorspronkelijk beschreven als Physarum reticulatum in 1805 door Johannes Baptista von Albertini en Ludwig David von Schweinitz. In 1891 creëerde Carl Ernst Otto Kuntze hun eigen geslacht Willkommlangea voor hen.